# Emanuel
Emanuel nebo Emmanuel (hebrejsky עִמָּנוּאֵל, Imanuel či Immánú-él) je mužské rodné jméno hebrejského původu. Je to symbolické jméno, které podle proroka Izajáše má dostat potomek dívky (podle Septuaginty/Vulgáty syn panny). Znamená „Bůh s námi“ a narození dítěte má být znamením Boží věrnosti judskému králi Achazovi (7. století př. n. l.; viz Iz 7, 14 (Kral, ČEP). Ženská podoba tohoto jména je Emanuela.

## Domácké podoby
Eman, Emánek, Emík, Manek

## Statistické údaje
Následující tabulka uvádí četnost jména v ČR a pořadí mezi mužskými jmény ve srovnání dvou roků, pro které jsou dostupné údaje MV ČR – lze z ní tedy vysledovat trend v užívání tohoto jména:
| Rok       | Četnost    | Pořadí   |
| 1999      | 2305       | 116.     |
| 2002      | 2102       | 124.     |
| Porovnání | o 203 méně | o 8 hůře |
| 2006      | 1758       | 138.     |

Změna procentního zastoupení tohoto jména mezi žijícími muži v ČR (tj. procentní změna se započítáním celkového úbytku mužů v ČR za sledované tři roky 1999-2002) je -8,1%, což svědčí o poměrně značném poklesu obliby tohoto jména.

## Emanuel v jiných jazycích
- Slovensky, polsky, srbocharvátsky, rumunsky, švédsky, dánsky: Emanuel
- Německy: Emanuel (staroněmecky Immanuel)
- Rusky, bulharsky: Imanuil nebo Immanuil
- Maďarsky: Emánuel
- Italsky: Emanuele nebo Emmanuele
- Francouzsky: Emmanuel
- Španělsky, portugalsky: Manuel
- Anglicky: Emanuel nebo Emmanuel
- Nizozemsky: Emmanuel nebo Immanuel

## Data jmenin
- Český kalendář: 26. března
- Slovenský kalendář: 26. března
- Římskokatolický církevní kalendář: nevyskytuje se

## Slavní nositelé

### Vládci
- Maxmilián II. Emanuel (1662–1726) – vévoda a kurfiřt bavorský
- Viktor Emanuel – více osob, rozcestník
- Viktor Emanuel I. (1759–1824) – vévoda savojský, piemontský, aostský a král sardinský
- Viktor Emanuel II. (1820–1878) – král Sardinie a od roku 1861 první král sjednocené Itálie
- Viktor Emanuel III. (1869–1947) – v letech 1900–1946 předposlední italský král

### Příjmení
- Carol Emanuel – americká harfenistka
- Jozef Emanuel (1803–1890) – slovenský básník
- Pierre Emmanuel (1916–1984) − francouzský básník
- Rahm Emanuel (* 1959) – americký demokratický politik, starosta Chicaga
- Tommy Emmanuel (* 1955) – australský kytarista

### Ostatní
- Emanuel Hauner – český spisovatel a překladatel
- Emanuel Hruška – slovenský architekt českého původu
- Immanuel Kant – německý filozof
- Emanuel Julián Kodet – český sochař
- Emanuel Lasker – německý šachista a matematik
- Emanuel Mandler – český novinář, historik a politik
- Emanuel Moravec – československý politik, legionář a protektorátní ministr školství a lidové osvěty
- Emanuel Rádl – český filozof
- Emanuel Vajtauer – český spisovatel, politik a novinář
- Emanuel Vlček – český lékař a paleoantropolog
- Immanuel Wallerstein – americký sociolog

## Jiný význam
- Motýl Emanuel – kreslená fiktivní postavička z českého večerníčku Maková panenka a Motýl Emanuel
- Imanu'el – izraelské město
- Zvon Emmanuel též Bourdon Emmanuel je největší zvon v katedrále Notre-Dame v Paříži